# Nišitókjó
Nišitókjó (japonsky 西東京市  – doslova západní Tokio) je město v Japonsku. K roku 2017 mělo přes dvě stě tisíc obyvatel.

## Poloha
Nišitókjó leží v oblasti Kantó na jihovýchodě ostrova Honšú. Patří do prefektury Tokio a nachází se západně od centra Tokia. V rámci prefektury Tokio hraničí na východě s Nerimou, na jihovýchodě s Musašinem, na jihozápadě s Koganei, na západě s Kodairou a na severozápadě s Higašikurume. Na severu hraničí s Niziou v prefektuře Saitama.

## Dějiny
Nišitókjó vzniklo v roce 2001 sloučením měst Hója a Tanaši.

### Rodáci
- Aoi Mijazakiová (* 1985), herečka
- Mami Jamagučiová (* 1986) – fotbalistka

## Sport
V letech 2003–2009 sídlil ve městě hokejový klub Seibu Prince Rabbits.